# Jens Spahn
Jens Spahn (ur. 16 maja 1980 w Ahaus) – niemiecki polityk, działacz Unii Chrześcijańsko-Demokratycznej (CDU), poseł do Bundestagu, w latach 2018–2021 minister zdrowia, od 2025 przewodniczący frakcji CDU/CSU w Bundestagu.

## Życiorys
W 1999 zdał maturę w Bischöfliche Canisiusschule w rodzinnej miejscowości. Później kształcił się w zawodzie bankowca w WestLB. Studiował nauki polityczne na Fernuniversität in Hagen, uzyskując licencjat (2008) i magisterium (2017).
Działał w katolickich organizacjach młodzieżowych. Od 1998 do 2005 przewodniczył BDKJ w powiecie Borken. W 1995 wstąpił do chadeckiej młodzieżówki Junge Union, dwa lata później został członkiem Unii Chrześcijańsko-Demokratycznej. W latach 1999–2009 pełnił funkcję radnego miejskiego w Ahaus, następnie do 2015 zasiadał w radzie powiatu. W 2012 dołączył do zarządu federalnego CDU, a w 2014 wszedł w skład prezydium partii.
W 2002 po raz pierwszy został wybrany do Bundestagu. Z powodzeniem ubiegał się o reelekcję w wyborach w 2005, 2009, 2013, 2017, 2021 i 2025.
Od 2009 był rzecznikiem frakcji CDU/CSU do spraw zdrowia. W lipcu 2015 objął stanowisko parlamentarnego sekretarza stanu przy ministrze finansów Wolfgangu Schäuble. W październiku 2017 pozostał na tej funkcji przy Peterze Altmaierze, czasowo kierującym resortem finansów. Zyskał rozpoznawalność także jako krytyk działań kanclerz Angeli Merkel wobec kryzysu migracyjnego oraz jej postawy wobec legalizacji małżeństw osób tej samej płci.
W lutym 2018 otrzymał propozycję objęcia urzędu ministra zdrowia w kolejnym gabinecie przewodniczącej CDU. Stanowisko to objął w marcu tegoż roku. W grudniu 2018 bez powodzenia ubiegał się o przywództwo w CDU. W grudniu 2021 zakończył pełnienie funkcji ministra. Został w tymże roku wiceprzewodniczącym frakcji poselskiej CDU/CSU. W maju 2025 został przewodniczącym frakcji CDU/CSU w Bundestagu.

## Życie prywatne
Jego partnerem życiowym został dziennikarz Daniel Funke, z którym w 2017 zawarł związek małżeński.